# Phanaeus huichol
Phanaeus huichol es una especie de escarabajo del género Phanaeus, familia Scarabaeidae. Fue descrita científicamente por Víctor Moctezuma en 2017.
Se distribuye por México. Mide aproximadamente 17,6 milímetros de longitud. Es de color verde metálico, con un cuerno cefálico negro y curvado.